# Brecljevo
Brecljevo – wieś w Słowenii, w gminie Šmarje pri Jelšah. W 2018 roku liczyła 173 mieszkańców.